# 정상피종

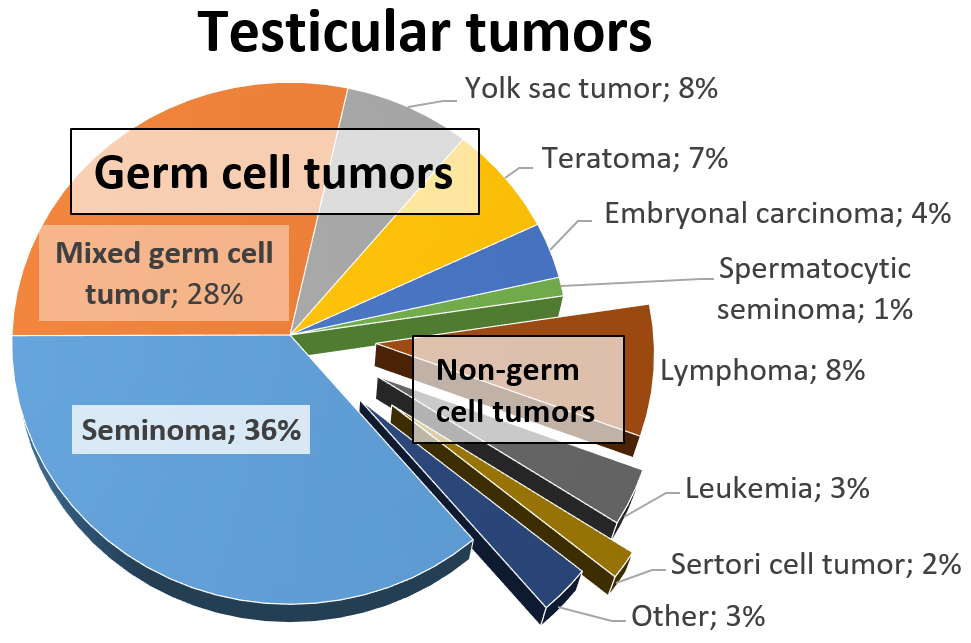
고환 종양의 발생률을 비교한 그래프. 정상피종은 좌측 하단에 표시되어 있다.

정상피종(seminoma, 精上皮腫)은 고환에 발생하는 생식세포종이며 드물게는 가슴세로칸이나 다른 생식샘 바깥의 위치에 발생할 수 있다. 악성 신생물의 한 종류이며 초기에 발견하면 생존률이 95%를 넘는 가장 치료하기 좋은 암 중 하나이다.
고환의 정상피종은 세정관의 생식상피에서 유래한다. 생식세포종의 절반 가량은 정상피종이다. 치료 시 보통 한 쪽 고환을 절제할 필요가 있지만 생식 능력에 영향이 가지 않는 것이 대다수이다. 다른 성적 기능 역시 온전히 남는다.

## 증상과 징후
진단되는 평균 연령은 35 ~ 50세로, 고환에 발생하는 다른 생식세포종이 진단되는 평균 연령보다 5 ~ 10세 정도 많다. 대다수 경우에서 정상피종은 고환자기검사를 통해 증상을 느낄 수 있지만 11% 정도의 경우에서 종괴가 느껴지지 않거나 고환 위축이 발생할 수 있다. 고환의 통증은 대략 20%의 환자에서 보고된다. 종양이 배막뒤공간(후복막강)으로 전이한 뒤에는 요통이 나타날 수 있다.
일부 정상피종은 고환 바깥의 원발성 종양으로 나타나는데, 가장 흔한 위치는 가슴세로칸이다. 난소에서 나타난 경우에는 난소생식세포종이라 하며 생식샘이 아닌 장소(특히 중추신경계)에서 발생한 경우 배아세포종이라고 한다.

## 진단

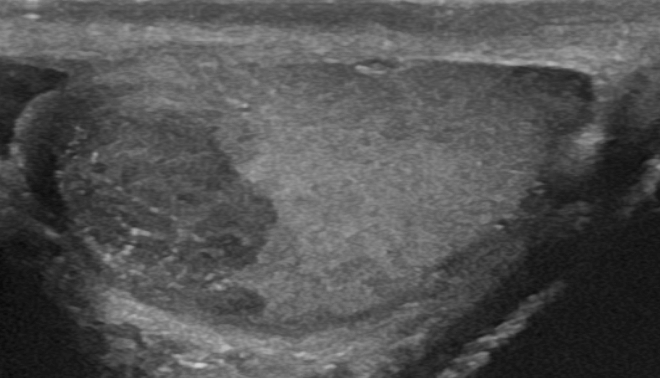
정상피종의 초음파 사진

혈액 검사는 50%의 경우에서 태반성 알칼리성 인산가수분해효소를 검출할 수 있다. 그러나 이 효소는 흡연 시에 상승하기 때문에 이것만으로는 정상피종의 표지자로 유용하게 활용할 수 없으며, 추적관찰에 기여하는 바도 적다. 사람 융모 생식샘자극호르몬(hCG)도 상승할 수 있으나, hCG는 종양의 병기보다는 종양과 관련된 영양막 세포의 존재와 더 관련되어 있다. 순수 정상피종에서는 혈청 알파 태아단백질(AFP) 상승은 일어나지 않는다. 젖산 탈수소효소(LDH)는 일부 정상피종에서 유일하게 상승하는 표지자이다. 혈청 LDH의 상승 정도는 진행된 정상피종의 예후를 예측하는 데에 도움이 된다.
정상피종의 잘린 표면은 두꺼우며 울룩불룩하고(lobulated), 색깔은 황갈색에서 분홍색으로 다양하다. 종양은 잘린 표면에서 불룩하게 나와 있으며 약간의 출혈이 있을 수도 있다. 출혈 부위는 보통 종양의 영양막 세포가 모인 곳에 대응한다.
현미경 검사는 정상피종이 보통 세포의 판상(sheet-like)이나 엽성(lobular)의 패턴과 함께 섬유성의 기질 네트워크로 구성된다는 것을 알려준다. 섬유성 사이막은 대부분 림프구 봉입체가 국소적으로 포함되어 있으며, 육아종은 가끔 관찰된다. 종양 세포 그 자체는 일반적으로 풍부한 글리코겐을 포함한 투명하거나 엷은 분홍색의 세포질을 다량 포함하고 있다. 이런 모습은 PAS 염색으로 관찰할 수 있다. 세포핵이 잘 관찰되며 보통 한두 개의 큰 핵소체를 포함하고 있으며 세포막 역시 잘 나타난다. 융합영양막 세포 병소가 존재할 수 있으며 그 양은 경우에 따라 다양하다. 인접한 고환 조직은 생식세포 제자리암종(GCNIS)을 잘 보이며 정모세포의 성숙이 멈추는 양상이 다양한 정도로 나타날 수도 있다.

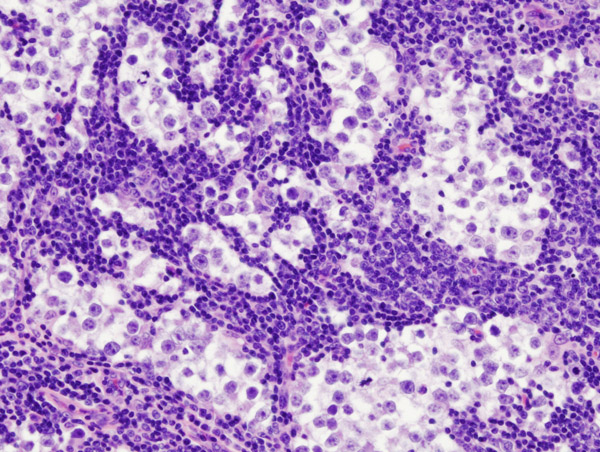
고샅림프절로 전이된 정상피종의 조직병리학 사진. H&E 염색.
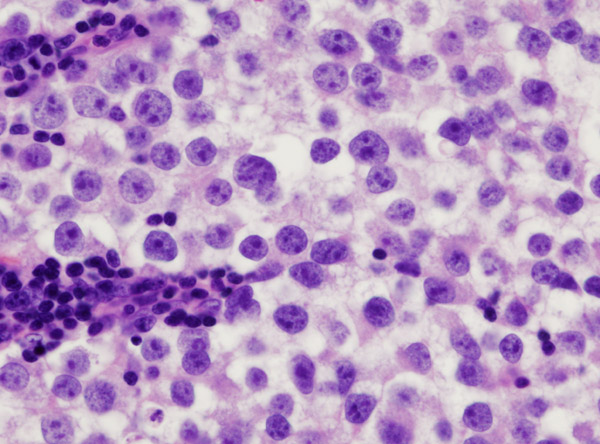
고샅림프절로 전이된 정상피종의 조직병리학 사진. 고배율, H&E 염색.
현미경에서 고배율로 관찰한 정상피종. H&E 염색.
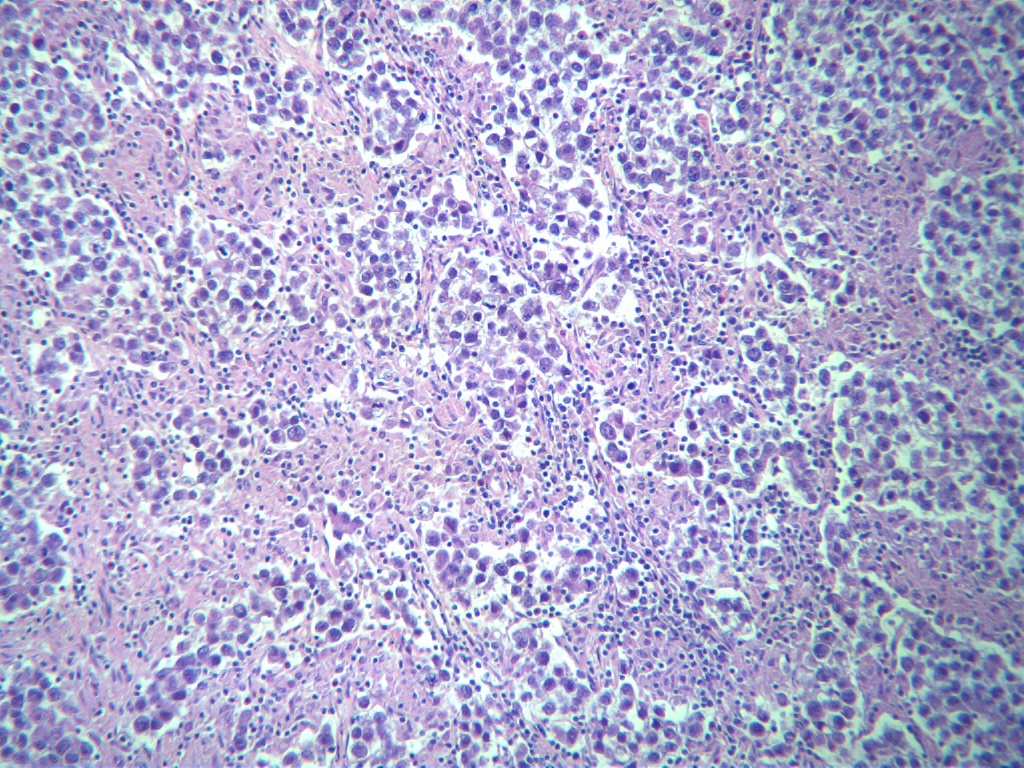
고환의 정상피종. 종양 세포 군집을 분리하고 있는 섬유성의 기질에 림프구의 침윤이 두드러지게 나타난다.
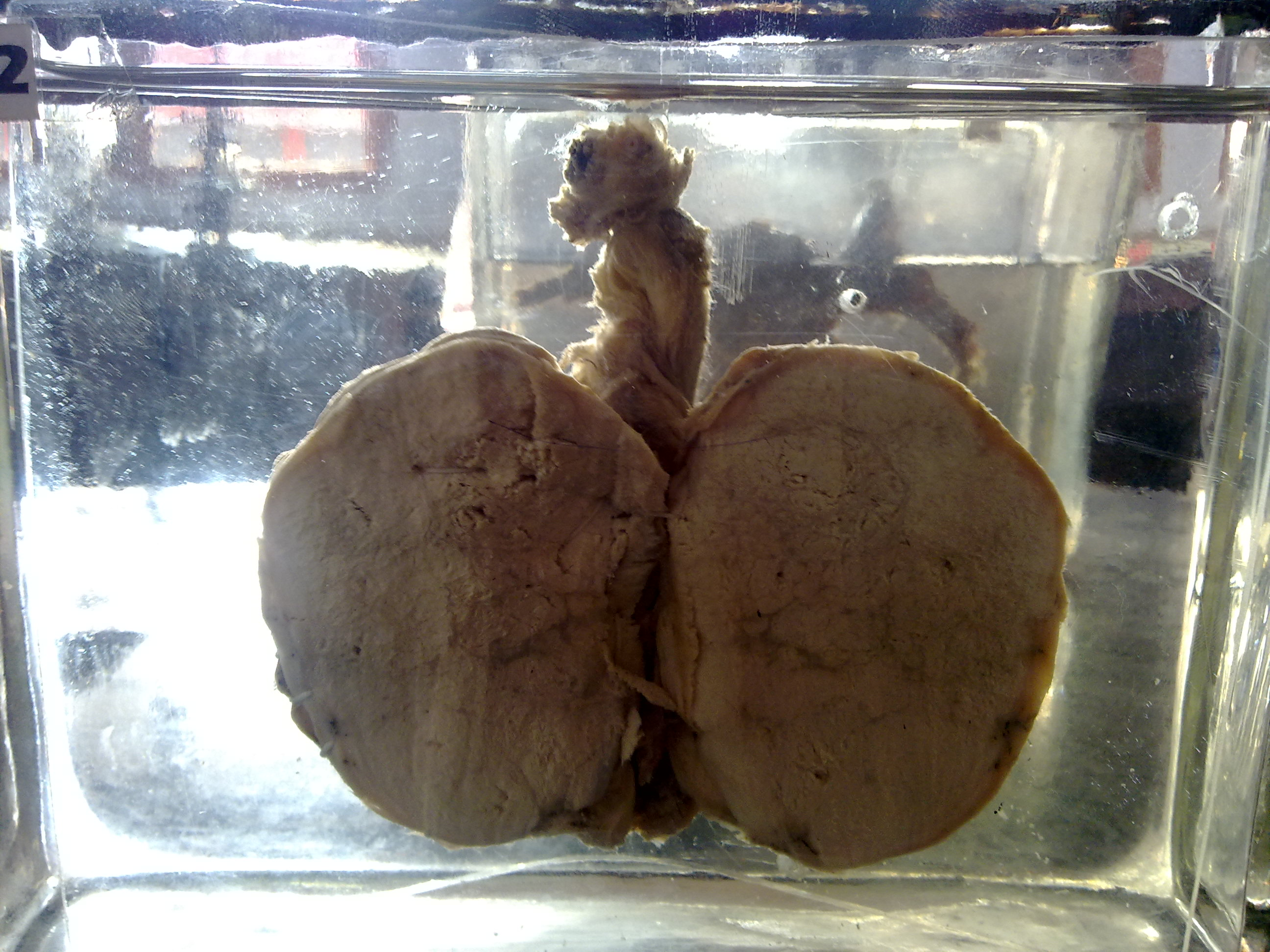
정상피종을 볼 수 있는 고환절제술 표본.
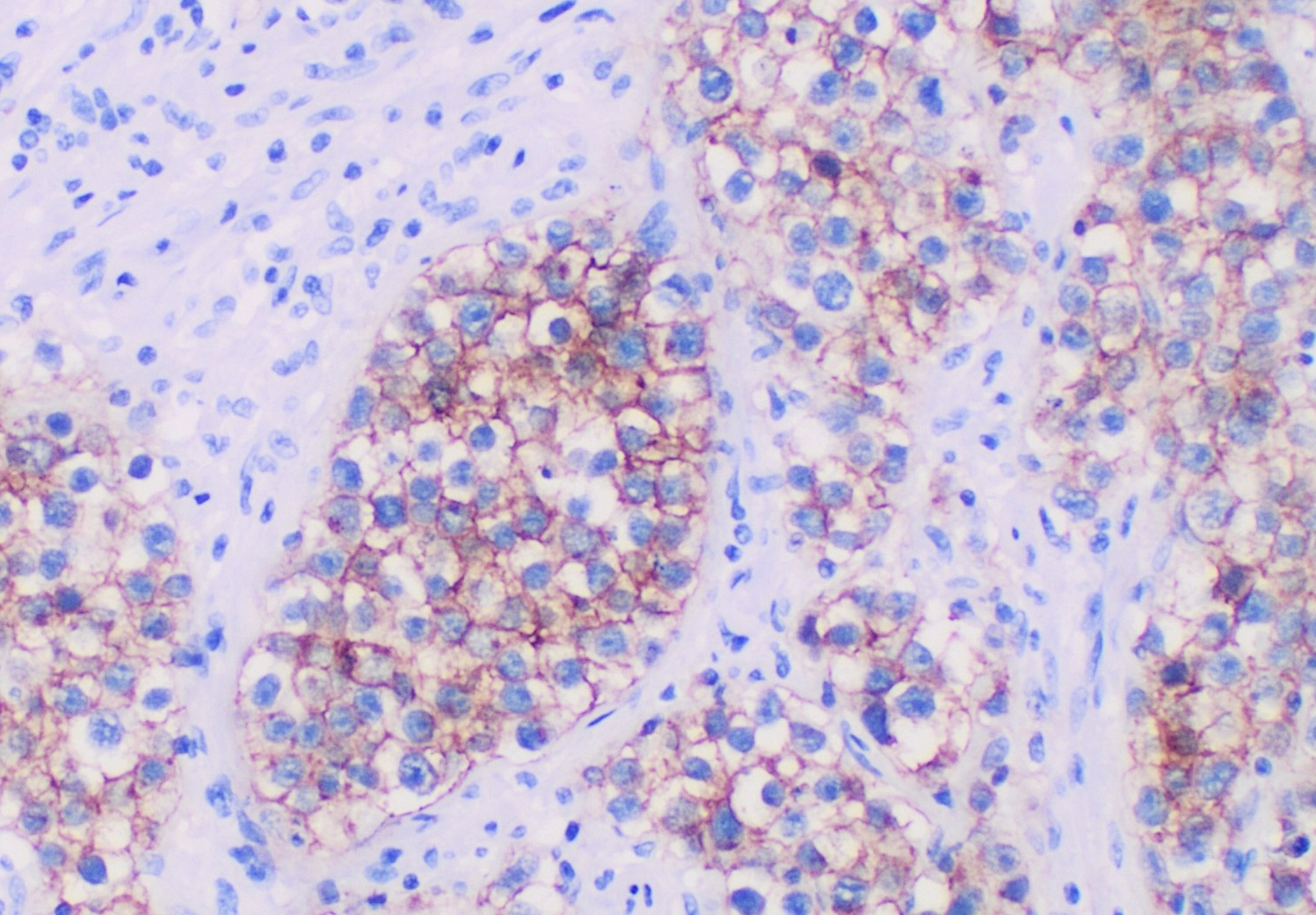
생식세포 표지자인 OCT 3/4과 CD117 양성으로 나타난 면역조직화학 사진. 두 표지자 모두 정상피종 진단에 유용하다.

### 정모세포고환종과의 관련성
정모세포고환종은 정상피종의 하위 유형으로 간주되지 않으며, 다른 생식세포종과는 다르게 생식세포 제자리암종에서 유래하지 않는다.

## 치료
초음파 검사에서 의심되는 고환 안의 종괴는 샅고랑 고환절제술을 통해 치료해야 한다. 제거된 고환과 정삭의 병리학적 소견은 정상피종 존재 여부와 병기 판정에 도움이 된다. 정상피종이나 비정상피종 양쪽 모두를 포함하고 있는 종양이나 AFP가 존재하는 종양은 비정상피종처럼 치료해야 한다. 복부 CT나 MRI, 흉부 영상 등이 전이 여부를 파악하기 위해 사용된다. 종양 표지자 분석 역시 병기 결정에 도움을 준다.
1기 정상피종에서 선호되는 치료는 적극적 감시이다. 1기 정상피종의 특징은 전이의 임상적 근거가 없다는 것이다. 적극적 감시는 주기적인 병력 확인과 신체검사, 종양 표지자 분석, 방사선 영상 촬영 등으로 구성된다. 1기 환자의 85~95%는 더 이상의 치료를 필요로 하지 않는다. 현대의 방사선 치료 기술과 카보플라틴 단일 약제를 1~2주기 투여하는 것은 재발의 위험성을 줄이지만, 이후 부작용을 일으킬 가능성이 있다는 것이 알려져 있다. 치료법에 관계없이 1기 정상피종은 거의 100%의 완치율을 보인다.
2기 정상피종은 배막뒤공간으로의 전이가 관찰된다. 방사선 치료가 필요하며 더 진행된 경우에는 혼합 화학요법을 필요로 한다. 화학요법 이후에 큰 종괴가 남아 있다면 수술적으로 제거해야 할 수 있다. 2차 선택 치료법은 비정상피종과 같다.
3기 정상피종은 전이가 배막뒤공간 바깥쪽까지 이루어진 경우이다. 폐의 경우 비교적 안전하며 그 외 다른 곳은 중등도의 위험성을 보인다. 혼합 화학요법을 통해 치료하며 2차 선택 치료법은 비정상피종의 프로토콜과 같다.